# Freestyle ai IX Giochi asiatici invernali - Aerials a squadre
La gara degli aerials a squadre miste si è svolta il 10 febbraio 2025 al Yabuli Ski Resort di Harbin, in Cina.

## Risultati
| Rank | Team                 | Punteggio |
| ---- | -------------------- | --------- |
| 1    | Cina                 | 305.64    |
|      | Xu Mengtao           | 82.84     |
|      | Li Xinpeng           | 112.39    |
|      | Qi Guangpu           | 110.41    |
| 2    | Kazakistan           | 235.39    |
|      | Ayana Zholdas        | 53.55     |
|      | Sherzod Khashirbayev | 97.99     |
|      | Assylkhan Assan      | 83.85     |
| 3    | Giappone             | 191.28    |
|      | Runa Igarashi        | 55.12     |
|      | Yuta Nakagawa        | 45.92     |
|      | Haruto Igarashi      | 90.24     |